# Frederick Kemmelmeyer

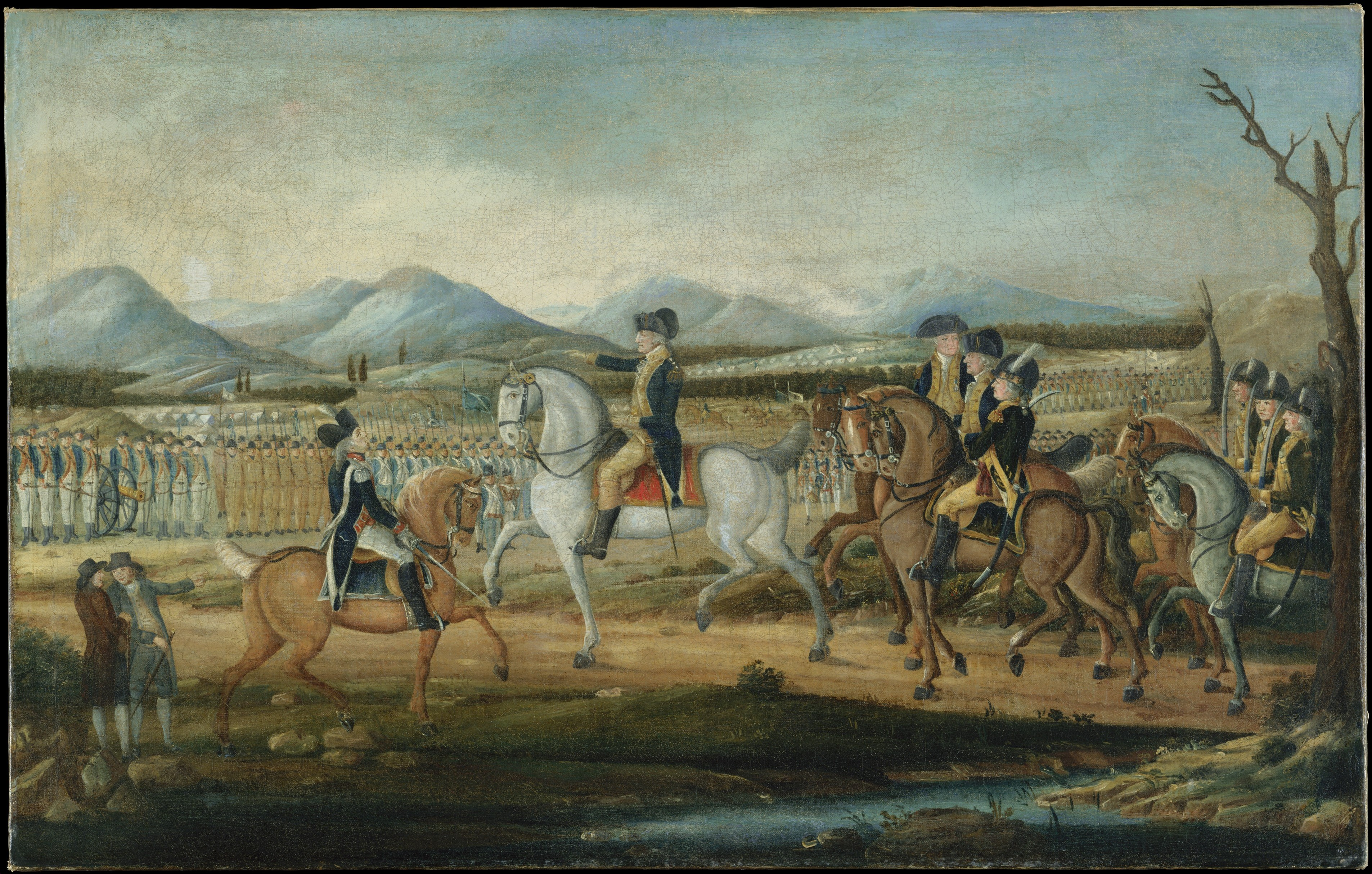
Washington Reviewing the Western Army at Fort Cumberland, Maryland.

Frederick Kemmelmeyer (vers 1760 - vers 1821) est un peintre allemand qui émigra aux États-Unis. Il travailla d'abord à Baltimore de 1788 à 1803, puis à Alexandria (Virginie) et Georgetown (Washington, D.C.) et dans d'autres états du centre est du pays. L'une de ses œuvres les plus connues représente le président George Washington au moment de la Révolte du Whisky.

## Œuvres
- The American Star (George Washington), vers.1803, MET
- Washington Reviewing the Western Army at Fort Cumberland, Maryland, MET
- First Landing of Christopher Columbus, 1800/05, National Gallery of Art, Washington D.C.